# Aristolochia baracoensis
Aristolochia baracoensis är en piprankeväxtart som beskrevs av R. Rankin Rodriguez. Aristolochia baracoensis ingår i släktet piprankor, och familjen piprankeväxter. Inga underarter finns listade i Catalogue of Life.